# آر. غيلبرت كلايتون
آر. غيلبرت كلايتون (بالإنجليزية: R. Gilbert Clayton)‏ هو مصمم إنتاجي أمريكي، ولد في 15 أكتوبر 1922، وتوفي في 31 يناير 2013.

## وصلات خارجية
- آر. غيلبرت كلايتون على موقع IMDb (الإنجليزية)
- آر. غيلبرت كلايتون على موقع أول موفي (الإنجليزية)
- آر. غيلبرت كلايتون على موقع قاعدة بيانات الفيلم (الإنجليزية)
- آر. غيلبرت كلايتون على موقع كينوبويسك (الروسية)